# Битка за Горен Лим
Битката за Горен Лим, наричана също Битка за Плав и Гусине, е въоръжен конфликт между Княжество Черна гора и османски доброволци от Призренската лига, подкрепяни от бошняци.
Избухва след решението на Берлинския конгрес (1878), че на Черна гора се отстъпва цялата територия по Горен Лим от така нареченото Полимие до Плавското езеро, а именно Плав и Гусине с прилежащите им землища от Шкодренския вилает.
Въоръжените сблъсъци протичат в тази територия между 9 октомври 1879 и 8 януари 1880 г. Водят се 3 битки с променлив успех:
1. Атака срещу Велика (9 октомври-22 ноември 1879); без победител
2. Битка при Новшице (4 декември 1879); победа за призренската лига
3. Битка при Мурино (8 януари 1880); черногорска победа

Черногорският княз Никола I след първия сблъсък за Велика преценява, че начело на черногорските сили е удачно да е Марко Милянов, който участва в другите битки със своя син Тодор Милянов. След битките Марко влиза в остър политически конфликт с черногорския княз по повод политиката, водена от княза, към родните му кучи, определяни от черногорците като албанци.